# Banche armate

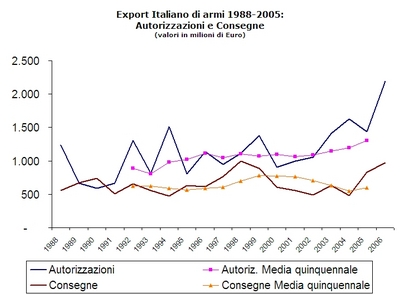

La notazione "banche armate", coniata all'inizio degli anni novanta nell'ambito del movimento pacifista italiano, indica quegli istituti di credito dell'Italia coinvolti nella vendita a Paesi terzi di materiale bellico da parte di aziende nazionali.
In base ai termini della legge 185/90 e sue seguenti modifiche, questo tipo di operazioni non è vietato in generale, a patto che, annualmente, esse venissero approvate dal Parlamento, e purché tali vendite non riguardassero in alcun modo Paesi in stato di guerra, sotto dittatura o in presenza di casi di violazione dei diritti umani. Vi sono tuttavia vari modi per aggirare tali divieti, usando Paesi mediatori o tramite operazioni nei paradisi fiscali.

## Storia
Alla fine degli anni settanta e per tutta la prima metà degli anni ottanta ci fu il "boom" delle esportazioni di materiale bellico italiano: l'Italia, per via delle pochissime restrizioni e controlli, guadagnò nicchie di mercato (piccole armi, mine, artiglieria) in molte parti del mondo, tra cui figurano anche Paesi come Sudafrica, Iran, Libia, Argentina, Iraq e tutti gli altri nei quali le altre potenze industriali dell'Occidente, Stati Uniti d'America in testa, preferivano non comparire per motivi di "opportunità politica".
Proprio i traffici tra l'Italia e l'Iraq furono all'origine dello scandalo che scoppiò nel 1988, quando Saddam Hussein fece sganciare sul villaggio del Kurdistan iracheno di Halabja bombe chimiche, uccidendo più di 5000 persone. La reazione dell'opinione pubblica fu tale da costringere il governo italiano a promulgare la legge 185 nel 1990.
Ogni anno viene pubblicato un elenco di banche italiane che finanziano industrie di armi con i soldi di cittadini che presso uno di questi istituti hanno un conto corrente. L'Unione europea è il principale esportatore mondiale di armamenti. Secondo dati forniti dal Stockholm International Peace Research Institute (SIPRI) e riportati dal sito Unimondo, nonostante i guadagni degli Stati Uniti si aggirino intorno ai 37 miliardi di dollari tra 2006 e 2010, la somma dei guadagni ottenuti da Germania, Francia, Regno Unito, Paesi Bassi, Spagna, Italia e Svezia supera i 39,6 miliardi di dollari e ricopre più del 32,3% del commercio mondiale di armamenti.